# Caroline Valentin
Elisabeth Caroline Valentin geb. Pichler (* 17. Mai 1855 in Frankfurt am Main; † 26. Mai 1923 ebenda) war eine deutsche Musikwissenschaftlerin.

## Leben
Caroline Pichler, auch Karoline, war die Tochter des Frankfurter Architekten Oskar Pichler. Sie studierte am Hoch’schen Konservatorium Musik und heiratete den Altphilologen und Pädagogen Veit Valentin. Ihr gemeinsamer Sohn ist der Historiker Veit Valentin, die Tochter Klara Valentin wurde Oberschullehrerin in Frankfurt.
Ihr Hauptwerk ist die 1906 im Auftrag des Vereins für Geschichte und Alterthumskunde erschienene Geschichte der Musik in Frankfurt am Main. Darüber hinaus verfasste sie Aufsätze und Artikel für die Frankfurter Zeitung sowie für verschiedene Fachzeitschriften, darunter vor allem die von der alten Gesellschaft für Musikforschung Robert Eitners (1868–1905) herausgegebenen Monatshefte für Musikgeschichte.  Sie schrieb mehrere Biographien für die Allgemeine Deutsche Biographie und beteiligte sich an der Planung für eine im Auftrag der Frankfurter Historischen Kommission zu erstellende Frankfurter Biographie.
Sie war Mitglied des Frankfurter Bildungsvereins, einem Vorläufer der Volkshochschule Frankfurt am Main, und des Allgemeinen Deutschen Frauenvereins sowie bis 1883 im Verein für Volkskindergärten.
Ihr Grab befindet sich auf dem Frankfurter Hauptfriedhof. Ihren Nachlass verwaltet das Institut für Stadtgeschichte.

## Werke
- Geschichte der Musik in Frankfurt am Main vom Anfange des 14. bis zum Anfange des 18. Jahrhunderts (1906)
- Theater und Musik am Fürstlich Leiningischen Hofe. Dürkheim 1780–1792, Amorbach 1803–1814